# Sawyer Sweeten
Sawyer Sweeten (ur. 12 maja 1995 w Brownwood, zm. 23 kwietnia 2015 w Austin) – amerykański aktor dziecięcy, najbardziej znany z roli Geoffreya Barone w sitcomie Wszyscy kochają Raymonda.
Przez 9 lat wraz z bratem bliźniakiem Sullivanem oraz starszą siostrą Madylin występował w popularnym amerykańskim sitcomie Wszyscy kochają Raymonda. Sawyer wcielał się w postać Geoffreya Barone, syna głównego bohatera - tytułowego Raymonda (w tej roli Ray Romano), natomiast jego brat Sullivan w postać Michaela Barone. Sawyer wystąpił również gościnnie w serialu Świat nonsensów u Stevensów, a także w filmie telewizyjnym Opowieść wigilijna z 1999 roku z Patrickiem Stewartem oraz jako Frank we Frank McKlusky, C.I z 2002 roku z Dave'em Sheridanem.
Aktor popełnił samobójstwo 23 kwietnia 2015 roku.